# Sammatti
Sammatti és un antic municipi de Finlàndia, situat a la regió d'Uusimaa. A principis de 2009 fou integrat a Lohja, quan tenia 1365 habitants. La població és coneguda per ser el lloc de naixement d'Elias Lönnrot, autor del Kalevala.

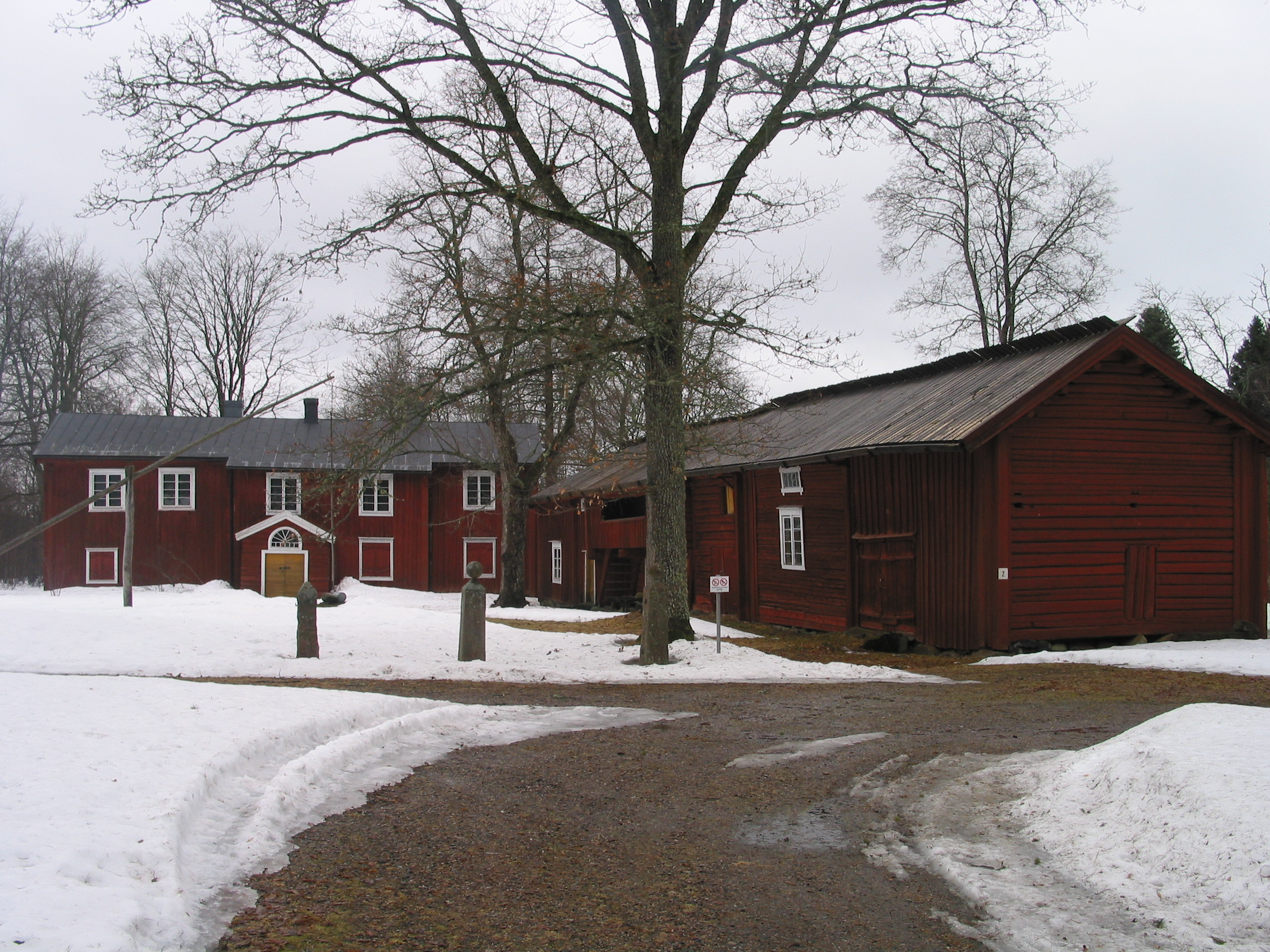
Museu Lohilammen